# Fynn Sterritt
Fynn Sterritt (Inverness, 6 de noviembre de 1988) es un deportista británico que compite en vela en la clase 49er.
Ganó una medalla de plata en el Campeonato Mundial de 49er de 2017 y cuatro medallas en el Campeonato Europeo de 49er entre los años 2017 y 2024.

## Palmarés internacional
| \| Campeonato Mundial \| Campeonato Mundial \| Campeonato Mundial \| Campeonato Mundial \| \| Año \| Lugar \| Medalla \| Clase \| \| ------------------ \| ------------------------- \| ------------------ \| ------------------ \| \| 2017 \| Matosinhos (Portugal) \| Medalla de plata \| 49er \| \| Campeonato Europeo \| \| \| \| \| Año \| Lugar \| Medalla \| Clase \| \| 2017 \| Kiel (Alemania) \| Medalla de plata \| 49er \| \| 2019 \| Weymouth (Reino Unido) \| Medalla de plata \| 49er \| \| 2022 \| Aarhus (Dinamarca) \| Medalla de bronce \| 49er \| \| 2024 \| La Grande-Motte (Francia) \| Medalla de oro \| 49er \| |                           |                   |       |
| Campeonato Mundial |                           |                   |       |
| Año | Lugar                     | Medalla           | Clase |
| 2017 | Matosinhos (Portugal)     | Medalla de plata  | 49er  |
| Campeonato Europeo |                           |                   |       |
| Año | Lugar                     | Medalla           | Clase |
| 2017 | Kiel (Alemania)           | Medalla de plata  | 49er  |
| 2019 | Weymouth (Reino Unido)    | Medalla de plata  | 49er  |
| 2022 | Aarhus (Dinamarca)        | Medalla de bronce | 49er  |
| 2024 | La Grande-Motte (Francia) | Medalla de oro    | 49er  |